# Eastcoasthiphop
Eastcoasthiphop is een subgenre van hiphop, ontstaan in de jaren zeventig in New York aan de oostkust van de Verenigde Staten.
Hiphop in zijn geheel is ontstaan aan de oostkust, en de term eastcoasthiphop raakte in gebruik toen artiesten uit andere regio's van de Verenigde Staten met andere stijlen tevoorschijn kwamen. Eind jaren tachtig was Public Enemy de beroemdste groep binnen de Amerikaanse hiphop. De groep viel op door zeer kritische teksten en een agressieve stijl die andere bands en artiesten heeft beïnvloed, waaronder De La Soul en A Tribe Called Quest. Ook artiesten als EPMD, Eric B. & Rakim, Boogie Down Productions, Big Daddy Kane en Slick Rick vielen op door hun lyrische vaardigheden.